# Saccostomus mearnsi
Saccostomus mearnsi és una espècie de mamífer rosegador de la família dels nesòmids. Viu a Etiòpia, Kenya, Somàlia, Tanzània i Uganda. Els seus hàbitats naturals són els boscos secs de sabana, els herbassars i les zones molt àrides. És una espècie en risc mínim, és a dir, no sembla que hi hagi cap amenaça significativa per a la seva supervivència.
L'espècie fou anomenada en honor del metge estatunidenc Edgar Alexander Mearns.